# Chichele-Lehrstuhl für Kriegsgeschichte
Der Chichele-Lehrstuhl für Kriegsgeschichte (englisch Chichele Professorship of the History of War) gehört zum All Souls College an der University of Oxford in Oxford. Namensgeber war der Erzbischof von Canterbury (1414–1443) und Begründer des All Souls College Henry Chichele, dem zu Ehren vier weitere Lehrstühle gestiftet sind. Der 1909 gegründete Oxforder Lehrstuhl für Kriegsgeschichte wurde durch bekannte Militärhistoriker besetzt und gilt als weltweites Vorbild für weitere Lehrstuhlgründungen dieser Art.

## Geschichte
Nach dem Ende des Zweiten Burenkrieges zwischen dem Vereinigten Königreich und zwei Burenrepubliken und den seinerzeit konfliktträchtigen Entwicklungen auf dem europäischen Kontinent wurde im Jahr 1909 der Chichele-Lehrstuhl für Militärgeschichte (Chichele Professorship of Military History) am All Souls College der University of Oxford aus der Taufe gehoben.
Während zur damaligen Zeit die Diplomatie- und Verfassungsgeschichte innerhalb der Geschichtswissenschaft mit Abstand die dominierende Stellung einnahmen, wurde die Militärgeschichte bisher vernachlässigt. Die Gegebenheiten in Oxford diesen speziellen Bereich zu etablieren waren allerdings gut. So galten eine Reihe von Historikern in der bekannten britischen Universitätsstadt als Militärgeschichte affin u. a. Sir Charles Harding Firth (Regius Professor of Modern History) und Sir Charles Oman (Chichele Professor of Modern History) und ihre direkten Vorgänger. Der Lehrkörper war sich schließlich einig, Militärgeschichte in die Honours School of Modern History zu integrieren. Wenige Jahre zuvor war es Leopold Stennett Amery, dem Kriegsberichterstatter der Times, und Feldmarschall Lord Roberts gelungen, universitär eine Imperial Defence Society einzurichten. Komplementiert um Hochkommissar Lord Millner, wurde sodann der Militärhistoriker Spenser Wilkinson als Verteidigungsberater an Premierminister Herbert Henry Asquith weiterempfohlen. Nachdem die zwischenzeitlich angestrengte militärhistorische Lehrberechtigung von Sir William Anson ausgelaufen war, wurde 1909 durch die bestehenden Verbindungen Spenser Wilkinson, ein Kenner der Werke Carl von Clausewitz’, als erster Lehrstuhlinhaber bestellt. Unter den Persönlichkeiten in der Berufungskommission war niemand geringeres als der Secretary of State for War.
Der Lehrstuhl war so angelegt, dass er sowohl der Lehre als auch der Forschung einen Platz bieten sollte. Die Zielgruppe des eingerichteten Studienganges waren angehende Politiker, Staatsbeamte und Militärs. Wilkinson setzte mit seinen Vorlesungen den Grundstein für die später aufkommenden Strategischen Studien. In seiner Antrittsvorlesung machte er deutlich, dass die Militärgeschichte vor allem auf Kriege in der Geschichte und Konflikte zwischen Nationen fokussieren solle.
Nach der Übernahme des Lehrstuhl durch Sir Ernest Swinton, der mehr Militäringenieur als Historiker war, taten sich offene Konfliktlinien zwischen den historischen und politikwissenschaftlichen Perspektiven des Faches auf. Eine Berufung von Sir Archibald Wavell konnte nicht realisiert werden, organisatorische und kriegsbedingte Umbrüche brachte die Lehrstuhlarbeit ab 1939 praktisch zum Erliegen. Einer angestrebten Umbenennung des Lehrstuhls in Chichele-Lehrstuhl für Kriegsgeschichte wurde erst 1946 entsprochen. Nach dem Zweiten Weltkrieg bewarben sich zahlreiche Persönlichkeiten auf die Professur, die 1946 mit dem Kompromisskandidaten Cyril Falls, einem ehemaligen Kriegskorrespondenten und Anhänger von Clausewitz' Lehre, besetzt wurde.
1953 suchte man nach einem eher akademischen Nachfolger. Der Historiker Norman H. Gibbs sollte dann die Professur über zwei Jahrzehnte innehaben. In seiner Amtszeit stieg die Studentenzahl rasant an, außerdem verbesserte er die Beziehungen mit dem Ministry of Defence dahingehend, dass Graduierte mehr noch in führende Positionen in die Streitkräfte übernommen wurden.
Der renommierte Historiker Sir Michael Howard folgte 1977 auf Gibbs. Sein Name ist verbunden mit der Gründung des International Institute for Strategic Studies (IISS) und mit der Übersetzung des Hauptwerkes von Clausewitz. Sein Wechsel 1980 auf den Regius-Lehrstuhl verzögerte eine Neubesetzung bis 1987 mit Robert J. O’Neill. Von 2002 bis 2015 übernahm Sir Hew Strachan den Lehrstuhl. Ihm folgte 2015 Peter H. Wilson.

## Inhaber der Professur
- 1909–1923: Spenser Wilkinson
- 1925–1939: Sir Ernest Swinton
- 1946–1953: Cyril Falls
- 1953–1977: Norman H. Gibbs
- 1977–1980: Sir Michael Howard
- 1987–2000: Robert J. O’Neill
- 2002–2015: Sir Hew Strachan
- seit 2015: Peter H. Wilson

## Bedeutung
Noch in den 1950er Jahren gab es in den USA keine Lehrstuhlverankerung der Militärgeschichte, wie sie etwa im Vereinigten Königreich vorhanden war. Auch Cambridge und das renommierte Department of War Studies am King’s College London erlangten erst später Bedeutung. Oxford nahm hier eine weltweite Vorbildfunktion für die Gründung von marine- und militärgeschichtlichen Lehrstühlen ein.
Aktuelle Zahlen belegen, dass ca. 80 Prozent der Offiziere der British Army Oxford-Absolventen sind. Im Jahr 2009 waren zudem zwei von fünf Stabschefs sowie ungefähr sechs Generäle und zwei Admirale Absolventen.